# 2022년 가자–이스라엘 충돌
2022년 가자–이스라엘 충돌은 2022년 8월 5일부터 7일까지 지속된 가자 지구에서의 이스라엘과 팔레스타인의 분쟁이다. 이스라엘 방위군 (IDF)은 가자 지구에 약 147회의 공습을 했으며 팔레스타인 무장세력은 이스라엘을 향해 약 1,100발의 로켓을 발사했다.